# Ранени души
Ранени души (на испански: Heridas de amor) е мексиканска теленовела, режисирана от Серхио Катаньо и продуцирана от Роберто Ернандес Васкес за Телевиса през 2006 г. Адаптация е на теленовелата Валерия и Максимилиано, създадена от Нора Алеман.
В главните роли са Жаклин Бракамонтес и Гай Екер, а в отрицателните - Серхио Сендел и първата актриса Диана Брачо. Специално участие вземат първият актьор Енрике Лисалде и Нурия Бахес.

## Сюжет
Миранда Сан Йоренте де Арагон е силна и решителна млада жена, средната дъщеря на милионера Гонсало Сан Йоренте, който я счита за единствената, способна да следва стъпките му и да поеме управлението на неговия бизнес, тъй като най-голямата, Флоренсия, страда от сърдечна болест в крайната фаза, а най-малката, Рената, е капризна и незряла млада жена.
Миранда очаква с нетърпение завръщането на годеника си Фабрисио Белтран Кампусано, който учи докторска степен в Германия. Но когато Фабрисио пристига, той не пита за ръката на Миранда, а за Флоренсия, тъй като двамата са имали тайна любовна връзка преди пътуването на Фабрисио, провокирана от Берта де Арагон, лелята по майчина линия на трите сестри.
Берта е зла жена, която мрази Миранда, тъй като тя ѝ напомня за сестра ѝ, Фернанда, майка на трите момичета и съпруга на Гонсало. Според Берта Фернанда е откраднала единствената ѝ любов - Алфредо Луке, когото е убила, за да не бъдат заедно. Злините на Берта принудили Фернанда да напусне дома си, съпруга си и дъщерите си. Сега Берта насочва цялата си омраза към Миранда, която не се заблуждава от фалшивата доброта на леля си.
Фабрисио се завръща в Мексико, придружаван от приятел Алехандро Луке, който се оказва син на Алфредо. Алехандро вярва, че Гонсало е убил баща му, така че той иска да му отмъсти, но плановете му се променят, когато се запознава с Миранда, в която се влюбва. Тя, от своя страна, също е привлечена от онзи човек, чийто характер постоянно се сблъсква с нейния. Но никой не подозира, че истинският враг на връзката им ще бъде Берта, която се влюбва в Алехандро, в когото вижда Алфредо. С помощта на Сесар, нейния любовник и съучастник, който се влюбва в Миранда, Берта ще направи всичко възможно, за да унищожи двойката.

## Актьори
Част от актьорския състав:
- Жаклин Бракамонтес - Миранда Сан Йоренте де Арагон
- Гай Екер - Алехандро Луке Буенавентура
- Диана Брачо - Берта де Арагон
- Енрике Лисалде - Гонсало Сан Йоренте
- Серхио Сендел - Сесар Белтран Кампусано
- Нурия Бахес - Фернанда де Арагон де Сан Йоренте
- Карла Алварес - Флоренсия Сан Йоренте де Арагон
- Ингрид Марц - Рената Сан Йоренте де Арагон
- Сусана Гонсалес - Лиляна Лопес Рейна
- Гретел Валдес - Памела Алтамирано Виямил
- Хосе Луис Ресендес - Фабрисио Белтран Кампусано
- Ернесто Д'Алесио - Хуан Хименес Гарсия
- Хосе Елиас Морено - Франсиско Хименес
- Беатрис Морено - Ампаро Хименес
- Рикардо Блуме - Леонардо Алтамирано
- Лурдес Мунгия - Дайра Леманс
- Марсело Кордоба - Даниел Бустаманте
- Серхио Катаньо - Красавеца
- Летисия Калдерон - Фернанда (млада)
- Артуро Пениче - Алфредо Луке
- Хуан Ферара - Гонсало (млад)
- Сесилия Габриела - Берта (млада)
- Джесика Саласар - Марисол

## В България
В България сериала сериалът е излъчен през 2007 г. по bTV с дублаж на български.
| Преводачи           | Пенка Ламбиева Нина Генова Мануела Панаретова                                        |
| Озвучаващи артисти  | Даниела Йорданова Анна Петрова Десислава Знаменова Тодор Близнаков Александър Митрев |
| Тонрежисьор         | Ламбрини Николова                                                                    |
| Режисьор на дублажа | Албена Павлова                                                                       |